# KASKR
KASKR (rusky КАСКР) je označení sovětských experimentálních vírníků KASKR-1 a KASKR-2. Název je zkratkou příjmení dvou hlavních konstruktérů - Nikolaje Iljiče Kamova a Nikolaje Kirilloviče Skržinského, KAmov-SKRžinskij (rusky Камов-Скржинский). První stroj KASKR-1 byl pojmenován „Rudý inženýr“ (rusky Красный инженер).
N. I. Kamov nenazýval stroj KASKR obvyklým pojmem autogyra (rusky Автожир, ze španělského slova autogira, čili vírník), nýbrž slovem „vertoljot“ (ruskou cyrilicí Вертолeт, na boku stroje KASKR-1 bylo uvedeno „Вертолeт КАСКР“). Tento termín se pak v ruštině uchytil jako synonymum pro vrtulníky. KASKR však nebyly vrtulníky, ale vírníky.

## Historie
V roce 1929 začal Nikolaj Iljič Kamov pracovat společně s Nikolajem Kirillovičem Skržinským na projektu vírníku (neboli autogyry) KASKR-1 s kloubovým rotorem. Použili trup sovětského cvičného dvouplošníku Duks U-1 (sovětská kopie letadla Avro 504), odkud odstranili horní křídlo a spodní vyztužili a stabilizovali k trupu. Po 10 měsících výstavby byl stroj připraven ke zkoušce, zatím pouze na zemi. KASKR-1 připomínal autogyru Cierva C.8 španělského leteckého konstruktéra Juana de la Ciervy. Při zkoušce byla listem rotoru odtržena ocasní plocha. Test byl přerušen, ocasní plocha byla opravena a zároveň snížena.
25. září 1929 provedl stroj první vzlet, pilotem byl Ivan V. Michejev, v zadním kokpitu seděl N. I. Kamov. Vírník se vznesl do výše 2 – 2,5 m, přesto nebyl ve vzduchu stabilní. Během jedné z dalších zkoušek na zemi se vírník naklonil a byl poškozen. V roce 1930 byl opraven a dostal nový motor Gnôme-Rhône Titan s výkonem 165 kW a označení KASKR-2. Kolový podvozek byl odstraněn a místo něj byla namontována dvojice ližin. V pracovní skupině byl i Michail Leonťjevič Mil, tou dobou student Novočerkaského polytechnického institutu, později zakladatel konstrukční kanceláře Mil.
V letech 1929–1931 prodělal vírník 79 zkušebních letů, posádku tvořila zejména dvojice Ivan V. Michejev a Dmitrij Košiz. Stroj dosáhl výšky 450 m a doba letu trvala až 28 minut. Na základě těchto pokusů bylo v roce 1930 vytvořeno speciální oddělení Centrálního aerohydrodynamického institutu (CAGI) zabývající se konstrukcí autogyr. Kamov se k oddělení připojil v roce 1931 a výsledkem jeho výzkumů byl typ CAGI A-7 z roku 1934. Jeho kolega Nikolaj Kirillovič Skržinskij sestrojil v roce 1936 model CAGI A-12.

## Technické údaje
| KASKR-100 - Průměr rotoru: 12 m - Počet otáček: ? - Délka: 9,3 m - Výška: 4,6 m - Prázdná hmotnost: 750 kg - Vzletová hmotnost: 950 kg - Pohon: vzduchem chlazený radiální motor Gnôme-Rhône M-200 - Výkon: 88,3 kW / 100 HP - Maximální rychlost: 90 km/h - Cestovní rychlost: 60 km/h - Minimální rychlost: 35 km/h - Maximální dostup: ? - Doba letu: ? - Dolet: ? - Posádka: 2 | KASKR-2 - Průměr rotoru: 12 m - Počet otáček: 135/min. - Délka: 9,8 m - Výška: 4,6 m - Prázdná hmotnost: 865 kg - Vzletová hmotnost: 1 100 kg - Pohon: vzduchem chlazený radiální motor Gnôme-Rhône Titan - Výkon: 165 kW / 230 HP - Maximální rychlost: 110 km/h - Cestovní rychlost: 90 km/h - Minimální rychlost: 70 km/h - Maximální dostup: 450 m - Doba letu: 0,5 h - Dolet: 160 km - Posádka: 2 |